# پیلیگالا
پیلیگالا (به لاتین: Piligalla) یک منطقهٔ مسکونی در سری‌لانکا است که در استان مرکزی (سری‌لانکا) واقع شده‌است.